# Mbalax
Lo Mbalax è un genere musicale senegalese, nato e cresciuto dai griot dell'etnia Wolof, che veniva accompagnato con il Sabar, uno strumento a percussione tradizionale.

## La modernizzazione
Il primo che modificò questo genere fu Youssou N'Dour, il quale aggiunse oltre agli strumenti popolari come il tamburo parlante, il Djembe ed il succitato sabar, strumenti moderni: chitarra, basso elettrico e tastiere creando così una miscela di rock, pop, musica latina, reggae e tradizione africana. Grazie all'etichetta WOMAD fondata da Peter Gabriel (che ha buoni rapporti con Youssou N'Dour) lo Mbalax si diffuse ben presto anche nel mercato occidentale.

## Artisti
- Youssou N'Dour
- Viviane N'Dour
- Super Etoile de Dakar
- Tamburi di Gorée
- Ismaël Lô
- Wally Ballago Seck